# Arthur Auwers
Georg Friedrich Julius Arthur von Auwers (Göttingen, 12. rujna 1838. – Berlin, 24. siječnja 1915.), njemački astronom. Bavio se sfernom astronomijom.
Rodio se od roditelja Gottfrieda Daniela Auwersa i Emme Christiane Sophie (r. Borkenstein).
Pohađao je Sveučilište Georga Augusta u Göttingenu. Radio je na Albertovom sveučilištu. Specijalizirao se za astrometriju, čineći vrlo točna mjerenja položaja i kretanja zvijezda. Otkrio je prateće zvijezde Siriusu i Procionu po učinku kretanja glavne zvijezde, u vrijeme kad teleskopi nisu bili dovoljno snažni za ih vizualno promatrati. Od 1866. je bio tajnikom Kraljevske pruske akademije znanosti. Od iste je godine redovni član te akademije kao njen astronom. Od 1879. član Kraljevskog društva. Američka akademija znanosti i umjetnosti u Cambridge, Massachusettsu izabrala ga je za svog člana. Od 1882. dopisni je član Bavarske akademije znanosti. Iste je godine izabran za člana akademije učenih Leopoldine. Vodio je ekspedicije radi mjerenja Venerinih prijelaza radi što točnijeg mjerenja udaljenosti od Zemlje do Sunca, te time izračunao dimenzije Sunčeva sustava. Sudjelovao je u njemačkim znanstvenim ekspedicijama 1874. u Luxoru i 1882. Punta Arenasu gdje je promatrao te prijelaze, radi određivanja Sunčeve paralakse. Pokrenuo je projekt kojim bi se ujedinili svi dostupni nebovidi. Za to se zanimao od objave svog kataloga maglica 1862. godine. Umro je u Berlinu. Grob mu je na berlinskom protestantskom groblju br. 1 kongregacija Jeruzalemske crkve i Njemačke katedrale) u Kreuzbergu, južno od Halleskih vrata (Hallesches Tor) (Friedhof I der Jerusalems- und Neuen Kirchengemeinde).
Njegov sin Karl postao je poznati kemičar, koji je otkrio niz organskih reakcija koje danas zovemo Auwersova sinteza. Fizičar Otto von Auwers unuk je Arthura Auwersa.

## Počasti
- inozemni počasni član Američke akademije umjetnosti i znanosti (1880.)[5]
- Zlatna medalja Kraljevskoga astronomskog društva (1888.)
- Medalja Jamesa Craiga Watsona (1891.)
- Zlatna medalja Catherine Wolfe Bruce (1899.)
- Mjesečev krater Auwers nosi njegovo ime.

## Vanjske poveznice
- Bruce Medal page  Arhivirana inačica izvorne stranice od 13. veljače 2021. (Wayback Machine) (eng.)
- Awarding of Bruce Medal (eng.)
- Awarding of RAS Gold Medal (eng.)

### Osmrtnice
- AN 200 (1915) 185/186 (nje.)
- MNRAS 76 (1916) 284 (eng.)
- Obs 38 (1915) 177 (eng.)

## Daljnja literatura
- Sticker, Bernhard (1970). "Auwers, Arthur Julius Georg Friedrich von". Dictionary of Scientific Biography. 1. New York: Charles Scribner's Sons. pp. 339–340. ISBN 0-684-10114-9.